# Juan Andújar Oliver
Juan Andújar Oliver (Almería, España, 11 de diciembre de 1948) es un exárbitro de fútbol español y colaborador en diversos programas televisivos y radiofónicos sobre fútbol.

## Biografía
Debutó como árbitro de la Primera División de España en la primera jornada de la temporada 1980/81, dirigiendo un Atlético de Madrid-Real Valladolid.
Fue árbitro profesional durante 23 años, en los que dirigió 168 partidos de la Primera División.  Durante su carrera como árbitro ganó dos veces el Trofeo Guruceta, otorgado por el Diario Marca al mejor árbitro de cada temporada.
Fue colaborador en diferentes medios de comunicación como en Estudio Estadio TVE, Solo goles Canal Sur, Deportes Telecinco, Deportes Onda Cero, Tiempo de Juego de la Cadena Cope,Futboleros Marca TV y Marcador, de Radio Marca. Actualmente lo es del programa Radioestadio de Onda Cero. Desde 2007 comenzó a participar en la empresa StarDreams, integrada por varios destacados deportistas como Antonio Maceda, Julio Salinas, Albert Ferrer, Almudena Cid, Estela Giménez, Gervasio Deferr, Blanca Fernández Ochoa, Martín Fiz, Amaya Valdemoro, Fernando Romay o Xavi Torres y dedicada principalmente al asesoramiento a directivos y ejecutivos en la mejora del rendimiento laboral.

### Distinciones individuales
| Distinción      | Temporada |
| --------------- | --------- |
| Trofeo Guruceta | 1990/91   |
| Trofeo Guruceta | 1992/93   |